# Pristinamicină
Pristinamicina (pristinamicină IA/pristinamicină IIA) este un antibiotic din clasa streptograminelor care este utilizat în tratamentul unor infecții bacteriene.
Pristinamicina este o asociere de două componente ce prezintă acțiune antibacteriană sinergică: pristinamicină IA, o macrolidă ce prezintă un spectru similar cu eritromicina și pristinamicină IIA (streptogramina A), o depsipeptidă. Ambii compuși sunt biosintetizați de către Streptomyces pristinaespiralis (gena Pr11).

## Utilizări medicale
În ciuda componentului macrolidic, asocierea este eficientă împotriva multor streptococi și stafilococi eritromicino-rezistenți. Asocierea este activă chiar și pe stafilococul auriu meticilino-rezistent (MRSA). Totuși, dezavantajul terapiei este faptul că nu se poate administra intravenos datorită solubilității scăzute. De aceea, au fost dezvoltate alte asocieri de sinergistine de uz intravenos, precum chinupristină/dalfopristină.